# غلين برايس
غلين برايس (بالإنجليزية: Glenn Bryce)‏ هو لاعب اتحاد الرغبي بريطاني، ولد في 7 يونيو 1991 في Alloa ‏ في المملكة المتحدة.

## وصلات خارجية
- غلين برايس عل موقع إسبنسكروم (الإنجليزية)
- غلين برايس على موقع ItsRugby.co.uk (الإنجليزية)